# ستريجي

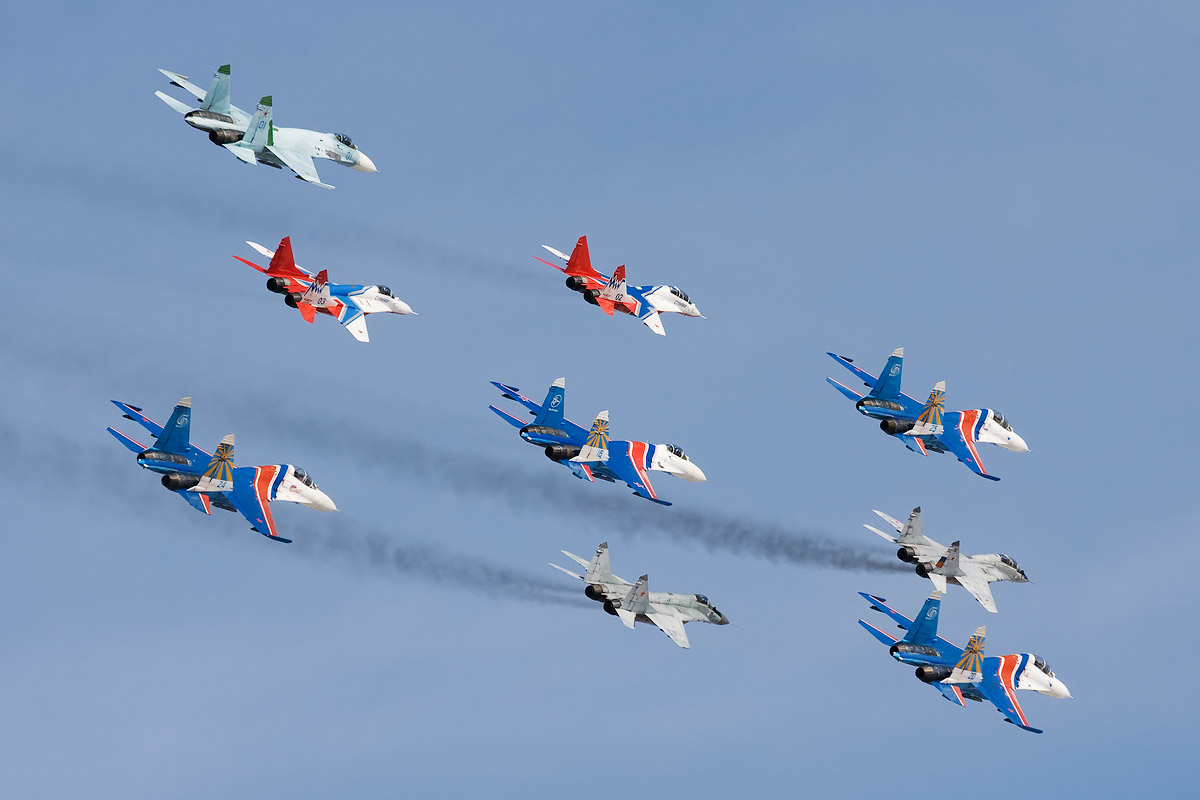
طائرات فريق سترزهي في تشكيلة مع فريق فرسان روسيا.

سترجي (السمامات، (بالروسية:Стрижи) هو فريق استعراض جوي سوفيتي سابق ولاحقا روسي تابع للقوات الجوية الروسية. يستخدم الفريق طائرات الميج 29 للاستعراض.